# Leichtathletik-Länderkampf der Frauen 1954 BR Deutschland – Italien
| 3. Leichtathletik-Länderkampf mit bundesdeutscher Beteiligung 1954 | 3. Leichtathletik-Länderkampf mit bundesdeutscher Beteiligung 1954 |                     |
| ------------------------------------------------------------------ | ------------------------------------------------------------------ | ------------------- |
|                                                                    |                                                                    |                     |
| Ländervergleich der Frauen: BR Deutschland – Italien               |                                                                    |                     |
| Austragungsort                                                     | München                                                            |                     |
| Wettbewerbe                                                        | 10                                                                 |                     |
| Datum                                                              | 3. Juli 1954                                                       |                     |
| 1. FRG 2. ITA                                                      | 69 Punkte 38 Punkte                                                |                     |
| Chronik                                                            |                                                                    |                     |
| ← FRG-AUT-SUI Straß'lauf (M)                                       | DNK-FRG Geher (M) →                                                | DNK-FRG Geher (M) → |

Den dritten Vergleich des Länderkampfjahres 1954 trugen die bundesdeutschen Frauen gegen Italien aus. Zum vierten Mal fand diese Begegnung statt, zuvor hatte Deutschland jeden dieser Länderkämpfe siegreich beendet. Am 3. Juli 1954 trafen sich die Athletinnen beider Länder in München.

## Wettbewerbe und Modus
Ausgetragen wurden alle neun der damals olympischen Frauendisziplinen. Darüber hinaus stand als zehnter Wettbewerb noch ein Rennen über 800 Meter auf dem Programm. Gewertet wurde in den Einzeldisziplinen nach dem üblichen Standard. In der Staffel wurden fünf zu drei Punkte vergeben.

## Ergebnis
Sämtliche Disziplinwertungen gingen an die Leichtathletinnen der Bundesrepublik Deutschland, die Hälfte davon mit Doppelsiegen. So entschieden die bundesdeutschen Sportlerinnen das Aufeinandertreffen sehr deutlich für sich, diesmal mit 69 zu 38 Punkten.

## Resultate

### 100 m
| Platz | Athletin      | Land | Zeit (s) |
| ----- | ------------- | ---- | -------- |
| 1     | Helga Erny    | FRG  | 12,3     |
| 2     | Maria Musso   | ITA  | 12,4     |
| 3     | Milena Greppi | ITA  | 12,4     |
| 4     | Maria Sander  | FRG  | 12,5     |

### 200 m
| Platz | Athletin         | Land | Zeit (s) |
| ----- | ---------------- | ---- | -------- |
| 1     | Maria Arenz      | FRG  | 25,3     |
| 2     | Letizia Bertoni  | ITA  | 25,5     |
| 3     | Gertrud Hantschk | FRG  | 25,7     |
| 4     | Lucia Ferrario   | ITA  | 26,0     |

### 800 m
| Platz | Athletin                | Land | Zeit (min) |
| ----- | ----------------------- | ---- | ---------- |
| 1     | Marianne Weiß           | FRG  | 2:17,1     |
| 2     | Loredana Simonetti      | ITA  | 2:19,6     |
| 3     | Maria Antonietta Albano | ITA  | 2:19,7     |
| 4     | Thea Isleb              | FRG  | 2:24,0     |

### 80 m Hürden
| Platz | Athletin              | Land | Zeit (s) |
| ----- | --------------------- | ---- | -------- |
| 1     | Maria Sander          | FRG  | 11,4     |
| 2     | Anneliese Seonbuchner | FRG  | 11,4     |
| 3     | Milena Greppi         | ITA  | 11,6     |
| 4     | Maria Musso           | ITA  | 11,7     |

### 4 × 100 m Staffel
| Platz | Besetzung      | Land                                                     | Zeit (s) |
| ----- | -------------- | -------------------------------------------------------- | -------- |
| 1     | BR Deutschland | Elfriede Butz Maria Arenz Helga Erny Maria Sander        | 48,1     |
| 2     | Italien        | Maria Musso Milena Greppi Letizia Bertoni Lucia Ferrario | 48,9     |

### Hochsprung
| Platz | Athletin         | Land | Höhe (m) |
| ----- | ---------------- | ---- | -------- |
| 1     | Ursula Erhardt   | FRG  | 1,56     |
| 2     | Ursula Schmückle | FRG  | 1,56     |
| 3     | Osvalda Giardi   | ITA  | 1,45     |
| 4     | Ester Palmesino  | ITA  | 1,45     |

Datum: 25. Juni

### Weitsprung
| Platz | Athletin              | Land | Weite (m) |
| ----- | --------------------- | ---- | --------- |
| 1     | Anneliese Seonbuchner | FRG  | 5,67      |
| 2     | Rosemarie Scheibner   | FRG  | 5,41      |
| 3     | Piera Fassio          | ITA  | 5,26      |
| 4     | Maria Gabriella Pinto | ITA  | 5,13      |

### Kugelstoßen
| Platz | Athletin           | Land | Weite (m) |
| ----- | ------------------ | ---- | --------- |
| 1     | Marianne Werner    | FRG  | 14,84     |
| 2     | Marlene Biedermann | FRG  | 14,10     |
| 3     | Amelia Piccinini   | ITA  | 12,26     |
| 4     | Paola Paternoster  | ITA  | 11,87     |

### Diskuswurf
| Platz | Athletin          | Land | Weite (m) |
| ----- | ----------------- | ---- | --------- |
| 1     | Marianne Werner   | FRG  | 45,58     |
| 2     | Maria Netzbandt   | ITA  | 40,20     |
| 3     | Marianne Heinrich | FRG  | 39,93     |
| 4     | Paola Paternoster | ITA  | 38,82     |

### Speerwurf
| Platz | Athletin          | Land | Weite (m) |
| ----- | ----------------- | ---- | --------- |
| 1     | Almut Brömmel     | FRG  | 43,36     |
| 2     | Ada Turci         | ITA  | 41,62     |
| 3     | Alda Rossi        | ITA  | 40,54     |
| 4     | Marianne Heinrich | FRG  | 39,61     |